# Família Ronchi

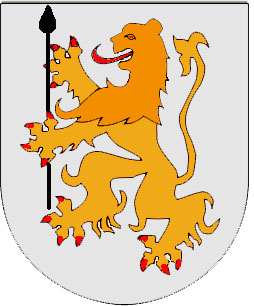
Brasão da família Ronchi
Sobre a prata, um leão rampante ao natural segurando uma lança com os membros posteriores.

Os Ronchi (em latim Runchi) foram uma importante família guelfa do Valle Camonica, originária de Breno, muito ligada ao aos Bispo de Brescia. Entre 1458 e 1697 os membros dessa família ostentaram por 26 vezes o cargo de prefeito da Comunità di Valle Camonica.

## História

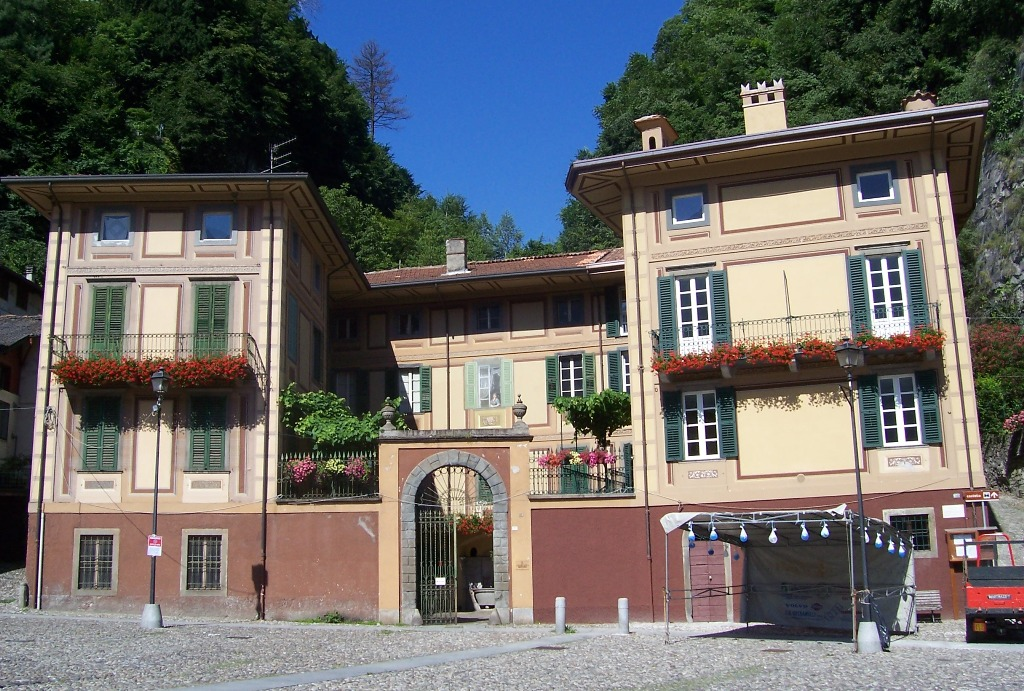
Villa Ronchi na sopé do Castelo de Breno

Em 1309 Guglielmo e Giovanni ganharam do bispo de Bresci, Federico Maggi, o feudo de Ossimo.
Em 1327, Alberto Ronchi passam a receber o dízimo de Breno, Bienno, Vezza, Astrio e Sonico. No final do século obteve também os de Losine e Malegno.
Aliados aos guelfos, foram forçados a se exilar por 22  anos do Valle Camonica devido a conflitos com os guibelinos de Federici.
Em 6 de fevereiro de 1450, Giacomo Ronchi, é premiado por resistência heróica no castello de Breno com isenção de impostos, com o título de cidadão de Brescia e nomeado prefeito e tesoureiro de Valle Camonica.

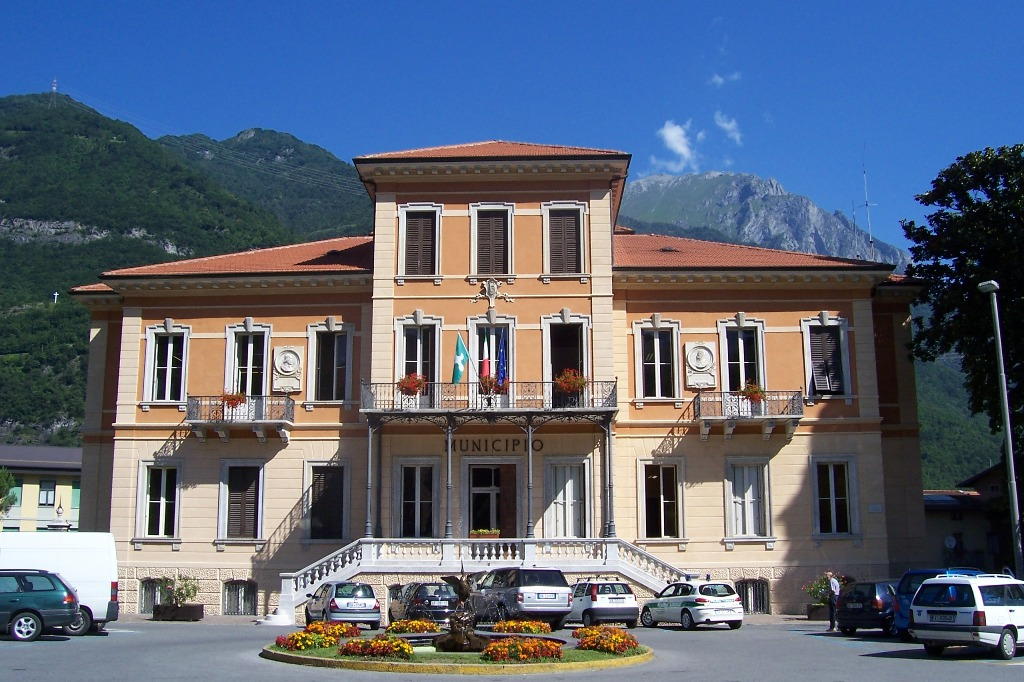
Municipio de Breno

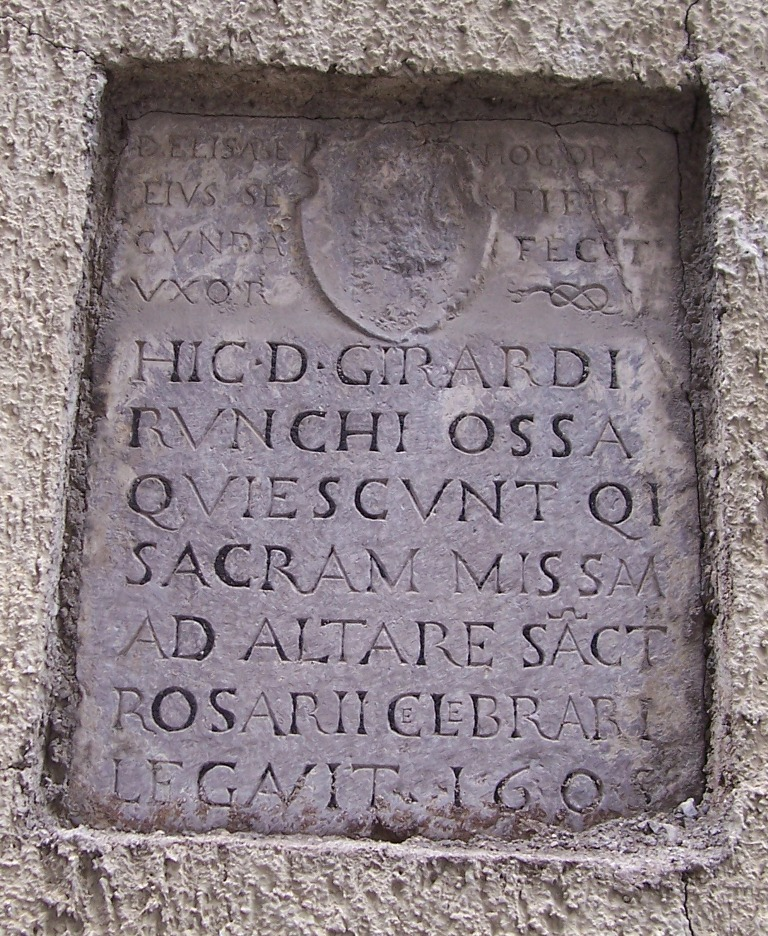
Lápide de Gerardo Ronchi, catedral de Breno

A villa Ronchi (final do século XIX), projetada por Fortunato Canevali em estilo neoclássico para o engenheiro Giovanni Battista Ronchi, foi doado ao término da Segunda Guerra Mundial a comunidade de Breno, que se tornou o Paços do Concelho.
Giovanni Battista Ronchi, morreu em uma viagem de barco vindo para o Brasil, fugindo da 2 guerra mundial onde fazia parte da resistência
| Questo palazzo divenne di proprietà del comune di Breno per liberalità deposta e attuata dai fratelli Ronchi in memoria dei loro genitori Ing. Gio Battista Ronchi e Bice Caldani anno 1946 il Comune | Este palácio tornou-se a propriedade do município de Breno para doação colocada em prática pelos irmãos Ronchi em memória de seus pais Ing. Gio Battista Ronchi e Bice Caldani ano 1946 da comuna— Lápide collocada na entrada da comuna de Breno |